# Magos György
Magos György (Budapest, 1948. január 8.) író, rendező.

## Életpályája
Szülei: Magos Ferenc és Molnár Klára. 1966–1970 között a Marx Károly Közgazdaságtudományi Egyetem külkereskedelmi szakán tanult. 1971–1974 között az ELTE BTK magyar szakán tanult. 1971–1972 között a Magyar Rádió műsorszervezője, 1972–1977 között dramaturgja, 1977–1993 között rendezője, 1994–1995 között a Magyar Rádió alelnöke volt.  1994-ben kiadta a Vox Libris című kazettasorozat első öt darabját, melyben többek között Esterházy Péter, Mészöly Miklós, Kertész Imre, Kornis Mihály mondta kazettára műveit. 1993. november 1-jétől a Katona József Színházban dolgozott dramaturgként. 1998–2000 között a Kortárs Irodalmi Központ vezetője volt. 2000–2006 között a Neumann Könyvtár Digitális Irodalmi Akadémia szerkesztőségvezetője volt. 2003 óta hangoskönyvket rendez (Esterházy Péter, Kertész Imre, Kosztolányi Dezső, Krúdy Gyula, Lázár Ervin, Márai Sándor, Örkény István, Parti Nagy Lajos, Rejtő Jenő, Závada Pál). 2012-ben Varga Viktorral megalapította az Iglbauer Stúdiót.

## Munkássága
1993-ig dolgozott a rádióban, több mint húszéves munkássága idején mintegy kétszáz hangjáték, dráma, illetve regényadaptáció dramaturgja, rendezője volt. Harminc alkalommal kapott munkájáért elismerést, nívódíjat, főrendezői díjat, kritikusok díját, az Új Magyar Hangjáték Díját.

## Magánélete
1985-ben házasságot kötött Domokos Katalinnal. Két gyermekük született: Anna (1986) és Bálint (1988).

## Rendezései
| - Simonffy András: A világlecsó (1976) - Harold Pinter: Egy kis fájdalom (1978, 1982) - Gyárfás Miklós: Mesterfogás (1979) - Krasinski: Ismeretlen színjáték (1979) - MacNeice: Találkája volt! (1979, 1983) - Byron: Káin (1979, 1986) - Lázár Ervin: Capriccio (1980, 2007) - Radicskov: Zűrzavar (1981, 1986) - Csurka István: Révbe jutva (1982-1983) - Scharang: Merénylet (1982, 1987) - Vámos Miklós: Halév (1982-1983) - Vámos Miklós: Ez mind én volnék, avagy tán túl későn vacsoráztam az este? (1982) - Csehov: Cseresznyéskert (1982, 1987, 1996) - Schwajda György: A szent család (1982, 1988) - Gyárfás Miklós: Kiskirály (1982, 1986, 1988) - Gyárfás Miklós: Egy pofon varázslatában (1982-1983) - Moldova György: Száll/jon a dal (1983) - Kopit: Szárnyak (1983) - Read: Integetők (1983) - Lázár Ervin: Lenn a kútban (1983, 1989) - Sánta Ferenc: Húsz óra (1983, 1992, 2007) - Horváth Péter: Házimozi (1983) - Kopányi György: Hazalátogató (1983, 1990) - Jeszin: A tenger fölött (1983) - Csurka István: A ferihegyi incidens (1983) - Horváth Péter: Rumba a piramis alatt (1984) - Fazekas Mihály: Lúdas Matyi (1984) - Gyárfás Miklós: Kutyahűtlenség (1984) - Gyárfás Miklós: Néhány perc a halhatatlanságról (1984) - Gyárfás Miklós: Halálugrás (1984, 1986, 2012) - Moldova György: Az élet oly rövid (1984) - Canev: Az élet: két asszony (1984, 1987) - Moldova György: Isten veled, India! (1985) - Svarc: A sárkány (1985) - Palotás Dezső: Erdőben (1985–1986) - Stumbre: Családi ház (1985–1986) - Baranyai László: Szerbusz (1986–1987) - Lassila: A kölcsönkért gyufa (1986) - Mrozek: A nagykövet (1986, 2012) - Grenier: Drága kicsi asszonyom... (1986) - Vámos Miklós: Nyelvek és utak (1987) - Gyárfás Miklós: Négyesben (1987, 1989) - Briggs: Amikor a szél fúj (1988) - Ribakov: Az Arbat gyermekei (1988, 1996) - Albert Camus: A közöny (1988, 1990, 1993, 1998, 2013) - Vámos Miklós: Publikum (1988) | - Zalán Tibor: Hi-Szen, a guruló madár (1989) - Horváth Péter: Fekete angyalok (1989) - Asztalos István: A mi szegénységünk (1989) - Vámos Miklós: Európa álomútjai (1989) - Vámos Miklós: Hallgatni arany (1989) - Drdecka: Limonádé Joe (1989, 1996) - Platonov: Munkagödör (1989, 1992, 1996) - Woolf: Orlando (1989, 1996) - Pap Károly: Betsabe (1990) - Gion Nándor: Az angyali vigasság (1990) - Solcan: A vitéz Corbea (1990) - Sárbogárdi Jolán: A test angyala (1990, 1996) - Juhász István: A sorsra bíztuk (1990) - Kondrotas: A kígyó pillantása (1990) - Monoszlóy Dezső: A boldogság kényszere (1990) - Csiki László: A céda nyúl (1990) - Krasznahorkai László: A második beszéd (1990) - Szakonyi Károly: Lépted a fövenyen (1991, 2003) - Puskás Károly: Fráter Erzsi (1991, 1999) - Mészöly Miklós: Fakó foszlányok, nagy esők évadján (1991, 1996, 2011) - Howorth: Apendorfi nyár (1991, 2011) - Faulkner: A hang és a téboly (1991) - Gyárfás Miklós: Derűre is derű – Leánykérés (1992, 2007) - Gyárfás Miklós: Hűség Firenzében (1992, 1996, 2003) - Garaczi László: Baljósan és tehetetlenül (1992) - Bratka László: A falu kovásza (1992) - Parti Nagy Lajos: Ibusár megállóhely (1992, 1996) - Parti Nagy Lajos: Gézcsók (1993, 1996) - Gyárfás Miklós: Köszönöm, Morty (1993) - Egerszegi Mária: Anno... (1995, 1999) - Krasznahorkai László: A Théseus-általános (1996) - Géher István: Anakreoni dalok (1996) - Krasznahorkai László: A mennyország szomorú (2000) - Hasek: Svejk, egy derék katona kalandjai a világháborúban (2000) - Rubin Szilárd: Csirkejáték (2007) - Mikszáth Kálmán: A székelyek között (2010–2011) - Csokonai Vitéz Mihály: A csókok (2011) - Garaczi László: Arc és hátraarc (2011) - Tolnai Ottó: Birsalmák a kredencen (2011) - Esterházy Péter: A kékszakállú herceg csodálatos története (2012) |

## Művei
- Gramofon. Regény; Magvető, Bp., 2008

## Díjai
- Jászai Mari-díj (1987)